# Albert Dațco
Albert Dațco (n. 1960 – d. ?) a fost un politician moldovean, fost deputat în Parlamentul Republicii Moldova, ales în Legislatura 2005-2009 pe listele Partidului Comuniștilor.